# North and South (Roman)

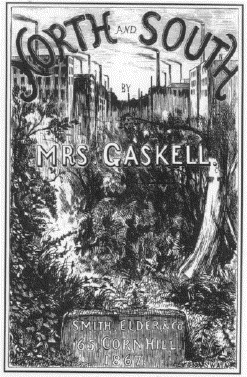
Titelblatt von 1867, gestaltet von George du Maurier

North and South ist einer der Industrieromane der britischen Schriftstellerin Elizabeth Gaskell, der zunächst ab September 1854 als Fortsetzungsroman veröffentlicht wurde und 1855 in einer überarbeiteten Fassung als Buch erschien. Der Roman spielt in der fiktiven Industriestadt Milton im viktorianischen Großbritannien vor dem Hintergrund der Industriellen Revolution. Das Werk ist sowohl ein Entwicklungsroman, der die emotionale und intellektuelle Entwicklung der Hauptfigur Margaret Hale und die Überwindung ihres Standesdünkels schildert, als auch ein Gesellschaftsroman, der Einblick in das Leben in einer Industriestadt während der Industrialisierung bietet.
Gaskell beschreibt in North and South einen Streik und einen Aufstand der Arbeiter. Obwohl sie auf die elenden Lebensbedingungen der Arbeiter detailliert eingeht, nimmt sie nicht Partei. Sie zeigt auf, dass Arbeiter und Fabrikbesitzer gute Gründe für ihre Position haben und die Lage nur deshalb eskaliert, weil keiner Verständnis für die Argumente der Gegenseite aufbringt. Sie tritt für klassenübergreifende Versöhnung und Kompromisse ein und propagiert Genossenschaften anstelle von Gewerkschaften.
Besondere Faszination gewinnt der Roman durch seine detaillierte Schilderung der Gedanken und Gefühle John Thorntons, der männlichen Hauptfigur, die nicht zugunsten der weiblichen Hauptfigur in den Hintergrund tritt. Richard Armitage, der bei der Verfilmung im Jahr 2004 John Thornton verkörperte, sagte über Elizabeth Gaskell: „Sie ist für mich wahrscheinlich die aufregendste viktorianische Romanschriftstellerin. Anders als den anderen gelingt es ihr, in den männlichen Verstand einzudringen. Der Mann ist gewöhnlich nur eine Fantasiefigur. Die Vorstellung, daß dieser männliche Verstand von einer Frau beschrieben wurde, war brillant.“ John (Johann) Thornton (1771–1847) dürfte Vorbild für die Romanfigur gewesen sein, der es als englischer Mechaniker bis zum Mitbesitzer der ersten Baumwollspinnfabrik in Pottendorf (Österreich) gebracht hatte und 1812 als Edler von Thornton nobilitiert wurde.

## Entstehung und Hintergrund
Elizabeth Gaskell schrieb den Roman auf Bestellung von Charles Dickens, dem sie erst nach längerem Drängen nachgab, für dessen Zeitschrift Household Words. Sie begann mit der Arbeit Anfang 1854, während gerade Dickens’ Fortsetzungsroman Hard Times in Household Words erschien. Dies veranlasste sie zu einer besorgten Nachfrage bei Dickens, ob er in Hard Times einen Streik beschreiben würde, da sie Plagiatsvorwürfe fürchtete. Dickens konnte sie dahingehend jedoch beruhigen.
North and South wurde erstmals von September 1854 bis Januar 1855 als Fortsetzungsroman veröffentlicht, wofür Elizabeth Gaskell insgesamt 600 Pfund erhielt. Den ursprünglichen Titel Margaret Hale änderte Elizabeth Gaskell auf Drängen Dickens’ in North and South um. Der Stil des Buches eignete sich jedoch eigentlich nicht für einen Fortsetzungsroman, der einen wöchentlichen Höhepunkt erfordert. Dies frustrierte Dickens immer mehr, da Elizabeth Gaskell nicht bereit war, ihren Schreibstil entsprechend anzupassen. Lediglich beim Schluss des Buches war sie zu Kürzungen bereit.
Die überarbeitete Buchausgabe erschien 1855. Elizabeth Gaskell fügte darin noch die zwei Kapitel über den Besuch Margarets mit Mr. Bell in Helstone ein und erweiterte den Schluss von einem Kapitel auf vier.
Während der Industriellen Revolution verlor die Gentry, der vorwiegend südenglische Landadel, der sich durch Landbesitz definierte, an gesellschaftlicher Bedeutung, während der „Industrieadel“, die reich gewordenen Fabrikbesitzer aus Nordengland, zunehmend zahlreicher und politisch einflussreicher wurde. Die Darstellung der Lebensbedingungen der Industriearbeiter war Elizabeth Gaskell ein besonderes Anliegen, da sie diese als Frau eines unitarischen Geistlichen in Manchester, dem damaligen Zentrum der britischen Baumwollindustrie, hautnah erlebte. Die fiktive Industriestadt Milton in der gleichfalls fiktiven Grafschaft mit dem vielsagenden Namen Darkshire, in der der Roman spielt, ist daher auch Manchester nachempfunden. Vorbild für den Arbeiteraufstand war der Aufstand der Baumwollarbeiter in Preston am 13. August 1842, die gegen die schlechten Arbeitsbedingungen demonstrierten. Damals wurden beim Eingreifen der Armee vier Arbeiter getötet.
Mit ihren Industrieromanen gelang es Elizabeth Gaskell, ihre Zeitgenossen weitaus eindringlicher auf die sozialen Probleme der Zeit aufmerksam zu machen, als Benjamin Disraeli mit seinen Schriften zu diesem Thema, weil sie glaubhafte Personen und nicht nur Abstraktionen schilderte.

## Inhalt

### Handlung
Margaret Hale, Tochter des südenglischen Landpfarrers Richard Hale, gehört aufgrund ihrer Herkunft und Erziehung zur Oberschicht, obwohl ihre Eltern kein eigenes Vermögen besitzen. Sie und ihre Mutter sind daher schockiert, als Richard Hale aufgrund einer Glaubenskrise die Anglikanische Kirche verlässt und die Familie so Heim und Einkommen verliert. Die Hales müssen in den Norden Englands in die aufstrebende Industriestadt Milton umziehen, weil sich für Richard Hale dort aufgrund der Vermittlung seines Freundes Mr. Bell die Möglichkeit bietet, als Privatlehrer zu arbeiten.
Margaret ist nicht nur über den Gegensatz zwischen der ihr vertrauten ländlichen Idylle oder dem eleganten London und der schmutzigen Industriestadt schockiert, sondern auch von der Miltoner Gesellschaft, die aus reichen Fabrikbesitzern besteht, die sie nicht als geborene „Gentlemen“ und damit nicht als gesellschaftlich ebenbürtig ansieht. Ein Fabrikant gehört für sie in dieselbe Klasse wie ein Händler. Eine erste Begegnung mit dem Fabrikbesitzer John Thornton, einem Freund Mr. Bells und neuem Schüler ihres Vaters, verläuft daher recht gezwungen. Thornton jedoch ist von ihr fasziniert. Da er sich aber ihrer Meinung über ihn bewusst ist, rechnet er sich keine großen Chancen bei ihr aus.
Margaret freundet sich mit der todkranken Arbeiterin Bessy Higgins an, der Tochter des örtlichen Gewerkschaftsführers Nicholas Higgins, die an Baumwollstaublunge leidet. Durch diese Freundschaft gewinnt sie tieferen Einblick in die Lebensbedingungen der Arbeiterklasse.
Organisiert von Higgins treten sämtliche Baumwollarbeiter der Stadt in Streik, um eine Lohnerhöhung durchzusetzen. Da keine der Parteien bereit ist nachzugeben, zieht sich der Streik über Wochen hin und die Arbeiter hungern. Margaret versucht, deren Not so gut es geht zu lindern. Das bringt sie jedoch in Konflikt mit Thornton und den anderen Fabrikbesitzern, die kein Verständnis für ihre Hilfe aufbringen.
Als die hungernden Arbeiter herausfinden, dass Thornton Streikbrecher aus Irland geholt hat, eskaliert die Lage und es kommt zu einem Aufstand. Wieder versucht Margaret zu vermitteln und stellt sich zwischen Thornton und die wütende Menge. Dabei wird sie von einem Stein, der Thornton galt, am Kopf getroffen. Der Gewaltausbruch beendet den Aufstand und auch den Streik.
Thornton, der sich durch die Tatsache, dass Margaret ihn gerettet hat, ermutigt fühlt, macht ihr am nächsten Tag einen Heiratsantrag, den Margaret sehr schlecht aufnimmt. Sie glaubt, Thornton wolle nur ihren Ruf schützen, und sieht sich erneut in ihrer Auffassung bestätigt, dass er kein Gentleman sei. Dies gibt sie ihm in sehr deutlichen Worten auch zu verstehen, als sie seinen Antrag ablehnt.
Bald darauf stirbt Margarets Freundin Bessy und auch der Zustand ihrer Mutter, die schon länger krank ist, verschlechtert sich zusehends. Da mit ihrem baldigen Tod zu rechnen ist, informiert Margaret ihren in Spanien lebenden Bruder Frederick. Diesem droht wegen Meuterei in England die Todesstrafe, weswegen die Hales ihn auch niemand gegenüber erwähnen. Aus Sorge um die Mutter kommt Frederick heimlich zu Besuch. Bald darauf stirbt Mrs. Hale. Noch am selben Abend bringt Margaret Frederick zum Bahnhof, damit er sicher das Land verlassen kann. Als sie sich liebevoll von ihm verabschiedet, wird sie dabei von Thornton beobachtet, der jedoch nicht weiß, dass es sich um ihren Bruder handelt und diesen für einen Liebhaber Margarets hält.
Kurz bevor Frederick in den Zug steigen kann, wird er noch von dem zwielichtigen Leonards wiedererkannt, der weiß, dass auf seinen Kopf eine Belohnung ausgesetzt ist. Es kommt zu einem Handgemenge, bei dem Leonards vom Bahnsteig stürzt, sich dann aber aufrappelt und verschwindet. Frederick gelingt es gerade noch, den Zug nach London zu erreichen.
Leonards wird wenig später tot aufgefunden. Da es Zeugen für das Handgemenge gab, die auch Margaret wiedererkannt haben, wird sie von einem Polizeiinspektor befragt. Margaret, die nicht weiß, ob ihr Bruder schon das Land verlassen hat, und um seine Sicherheit fürchtet, leugnet, überhaupt am Bahnhof gewesen zu sein. Der Polizist droht ihr mit einer öffentlichen Gegenüberstellung mit den Zeugen, bei der sie ein Alibi präsentieren muss. Als Thornton, der als Magistrat der Stadt für die Ermittlungen zuständig ist, von Margarets Verwicklung in die Sache erfährt, stellt er das Ermittlungsverfahren ein. Margaret trifft es schwer, dass Thornton von ihrer Lüge weiß. Erst in dem Bewusstsein, dass sie seine gute Meinung damit verloren hat, wird ihr allmählich klar, wie viel ihr diese bedeutet hat.
Der seit dem Streik artbeitslose Nicholas Higgins wird von Margaret ermutigt, sich bei Thornton zu bewerben und wird von diesem, der von Higgins Geradlinigkeit und Hartnäckigkeit beeindruckt ist, eingestellt. In der Folgezeit kommt es zu einer Annäherung zwischen den beiden Männern, die Verständnis für die Position des anderen entwickeln.
Als auch noch Margarets Vater stirbt, kehrt sie nach London zu ihrer Tante zurück. Ihr Patenonkel, Mr. Bell, der bald darauf ebenfalls stirbt, hinterlässt ihr sein Vermögen. Margaret vermisst Milton und erkennt, dass sie den Süden und seine vorgeblich idyllischen Lebensbedingungen immer romantisiert hat.
Thornton dagegen hat zunehmend mit wirtschaftlichen Schwierigkeiten zu kämpfen. Da er aufgrund des Streiks seine Aufträge nicht erfüllen konnte, kann er seinen Kreditverpflichtungen nicht mehr nachkommen und ist schließlich gezwungen, die Fabrik zu schließen. Zu dieser Zeit erfährt er von Higgins, dass der Mann, mit dem er Margaret am Bahnhof gesehen hat, in Wirklichkeit ihr Bruder war.
Margarets Gefühle für Thornton haben sich völlig geändert, seit sie davon ausgehen muss, dass er sie nicht mehr liebt und sie noch dazu für eine Lügnerin hält. Henry Lennox, Schwager ihrer Cousine Edith und ihr Rechtsanwalt, trifft Thornton in Geschäftsangelegenheiten in London und lädt ihn zu einer Dinnerparty bei Edith ein. Dort sehen sich Margaret und Thornton zum ersten Mal seit fast einem Jahr wieder. Das Treffen verläuft etwas gezwungen.
Als Margaret von Thorntons wirtschaftlichen Schwierigkeiten erfährt, will sie ihm helfen und das Vermögen, das sie jetzt besitzt, in seine Fabrik investieren. Sie bittet Henry Lennox, alles in die Wege zu leiten und Thornton zu einer geschäftlichen Unterredung vorbeizubringen. Zum vereinbarten Termin erscheint Henry jedoch nicht, sodass Margaret gezwungen ist, allein mit Thornton zu sprechen. Bei dieser Gelegenheit gestehen sie sich dann endlich ihre Gefühle füreinander ein.

### Personen
- Margaret Hale – Weibliche Hauptperson. Gehört zur südenglischen Gentry. Intelligent, freimütig und energisch, zu Anfang jedoch von Standesdünkel erfüllt. Verliebt sich in Thornton.

- Richard Hale – Vater von Margaret. Südenglischer Landpfarrer, der aufgrund einer Glaubenskrise die Kirche verlässt. Zieht mit seiner Familie nach Milton in Nordengland, um dort als Privatlehrer zu arbeiten.

- Maria Hale (geb. Beresford) – Kränkliche Mutter Margarets. Kann sich mit dem Verlust ihrer gesellschaftlichen Stellung, dem Umzug nach Milton und der dortigen Gesellschaft nicht abfinden.

- Frederick Hale – Bruder von Margaret. Ehemaliger Marine-Offizier. Lebt unter falschem Namen in Spanien, da ihm in England wegen Meuterei die Todesstrafe droht. Wird deswegen gewöhnlich von seiner Familie nie erwähnt. Kommt heimlich zu Besuch, als seine Mutter im Sterben liegt, und bringt Margaret damit in Schwierigkeiten.

- Dixon – Langjähriges Dienstmädchen der Hales, Mrs. Hale treu ergeben.

- Edith Shaw – Margarets verheiratete Cousine und Brieffreundin. Gehört zur gehobenen Gesellschaft Londons.

- Anna Shaw (geb. Beresford) – Margarets Tante und Ediths Mutter. Gehört zur gehobenen Gesellschaft Londons.

- Henry Lennox – Londoner Rechtsanwalt und Ediths Schwager. Macht Margaret einen Heiratsantrag, den diese jedoch ablehnt.

- Daniel Bell – Wohlhabender Akademiker in Oxford, Freund von Mr. Hale und Margarets Patenonkel. Hinterlässt Margaret ein beträchtliches Vermögen.

- John Thornton – Männliche Hauptperson. Besitzer einer Baumwollspinnerei und Magistrat der nordenglischen Stadt Milton. Hat sich nach einem Familienbankrott in nur 16 Jahren wieder zum Fabrikbesitzer hochgearbeitet und bietet seinen Arbeitern vergleichsweise gute Arbeitsbedingungen. Verliebt sich in Margaret.

- Hannah Thornton – Mutter Thorntons. Intelligent, energisch und willensstark. In ihren Sohn vernarrt.

- Fanny Thornton – Thorntons Schwester. Ichbezogen, oberflächlich und nur an ihrem eigenen Wohlergehen interessiert. Aus pekuniärem Antrieb heiratet sie den wesentlich älteren Spinnereibesitzer Mr. Watson.

- Jane – Dienstmädchen der Thorntons.

- Hywel Williams – Thorntons Fabrikaufseher.

- Mr. Watson – Besitzer einer Baumwollspinnerei; Fannys Verlobter und späterer Ehemann.

- Mr. Hamper – Besitzer einer Baumwollspinnerei

- Mr. Slickson – Besitzer einer Baumwollspinnerei

- Bessy Higgins – Fabrikarbeiterin und Margarets Freundin. Stirbt an der Berufskrankheit Baumwollstaublunge.

- Nicholas Higgins – Bessys Vater. Arbeiter und Gewerkschaftsführer. Organisiert einen Streik, um Lohnerhöhungen durchzusetzen.

- Mary Higgins – Bessys Schwester.

- John Boucher – Arbeiter und unfreiwilliges Gewerkschaftsmitglied. Einer der Rädelsführer des Aufstands. Begeht schließlich Selbstmord.

- George Leonards – Sohn eines Stoffhändlers, Seefahrer; Tunichtgut aus dem Süden, der Frederick Hale aus seiner Zeit auf dem Schiff Orion wiedererkennt. Stirbt nach einem Handgemenge mit Frederick unter ungeklärten Umständen.

- Inspector Watson – Polizist, der wegen des Todes von Leonards ermittelt.

### Schauplätze
- London – Harley Street; Heimat der Shaws, Margaret verbringt hier ihre Jugendjahre
- Milton/Milton-Northern – fiktionale Industriestadt nach dem Vorbild von Manchester; Heimat der Thorntons und Geburtsort von Daniel Bell
- Helstone – fiktionales Dorf in Devonshire/New Forest im Süden Englands; Heimat der Hales
- Oxford

## Verfilmungen
- 1975: North and South, vierteilige BBC-Serie unter der Regie von Rodney Bennett nach einem Drehbuch von David Turner mit Rosalie Shanks als Margaret Hale und Patrick Stewart als John Thornton.
- 2004: North & South, vierteilige BBC-Serie unter der Regie von Brian Percival nach einem Drehbuch von Sandy Welch mit Daniela Denby-Ashe als Margaret Hale und Richard Armitage als John Thornton.

## Übersetzungen
- Margarethe. Eine Novelle. Payne, Leipzig/Dresden 1865.
- Norden und Süden. Übersetzt von Christina Neth. 2., verbesserte Auflage. Books on Demand, ISBN 978-3-7386-5446-2.

## Weiterführende Literatur
Eine ausführliche Schilderung der Lebens- und Arbeitsbedingungen der englischen Arbeiter zur Zeit der Industrialisierung mit einer detaillierten Beschreibung von Manchester findet sich in Friedrich Engels: Die Lage der arbeitenden Klasse in England. Das Werk gilt immer noch als beste Studie über die Arbeiterklasse im viktorianischen England.